# English breakfast tea

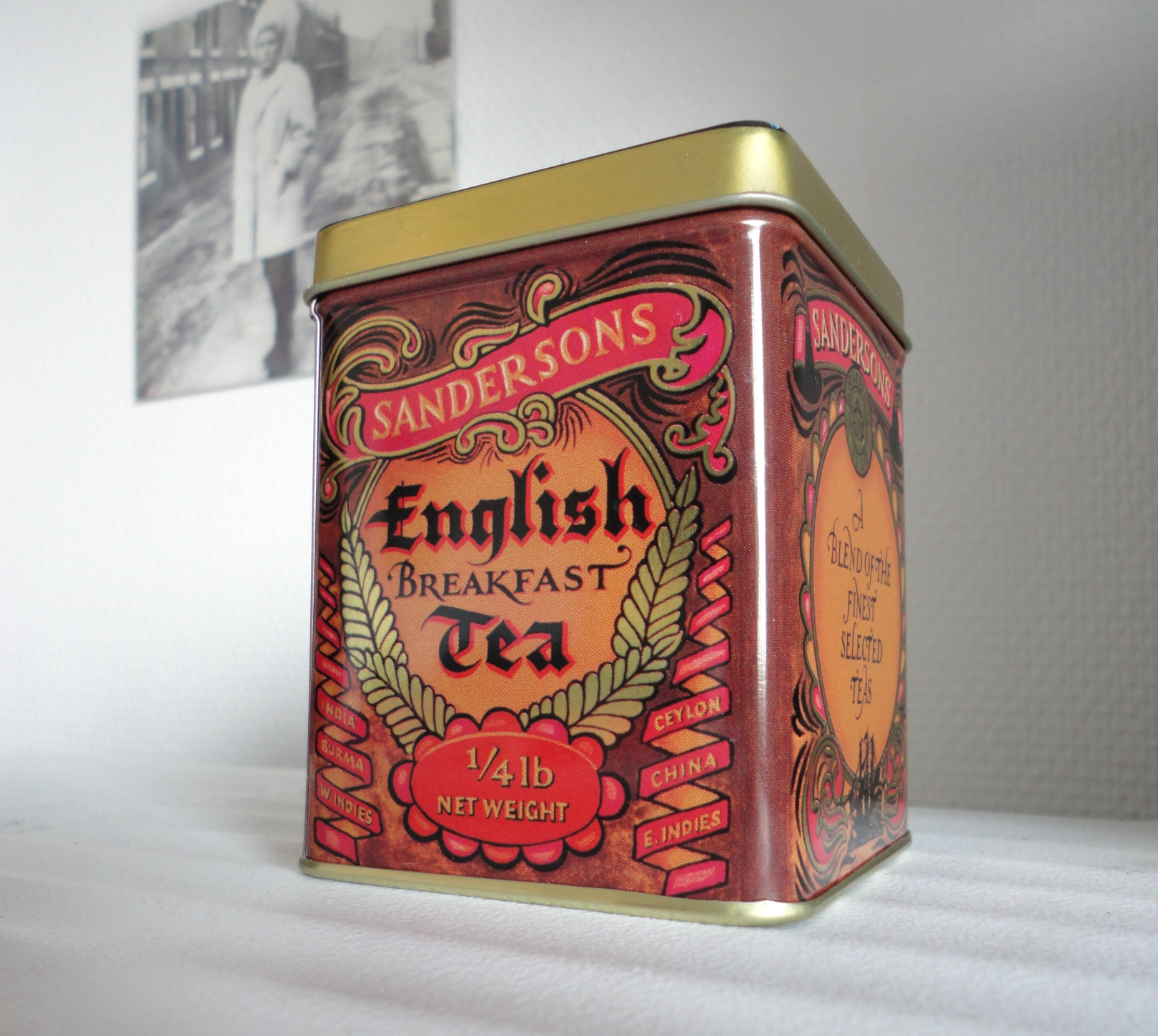
Eine Dose mit English breakfast tea

English breakfast tea („Englischer Frühstückstee“) ist eine traditionelle Teemischung aus verschiedenen Schwarztees.

## Zusammensetzung und Eigenschaften
Verwendet werden vor allem Assam-, Ceylon- und Kenia-Tee. Es handelt sich um eine der beliebtesten Teemischungen der Britischen Teekultur. Die Teemischung wird allgemein als körperreich, kräftig, reichhaltig beschrieben. Sie ist darauf abgestimmt, mit Milch und Zucker zum herzhaften Englischen Frühstück getrunken zu werden.

## Herkunft
Die Namensherkunft ist unklar. Das Trinken von Mischungen verschiedener Schwarztees hat in Großbritannien eine lange Tradition. Die Bezeichnung dieser Tees als „English breakfast tea“ scheint nicht aus Großbritannien, sondern aus den Vereinigten Staaten zu stammen, als diese noch Britische Kolonien waren. Eine weitere Quelle, die sich auf einen Artikel des Journal of Commerce beruft, datiert die Namensgebung auf das Jahr 1843, als ein britischer Einwanderer namens Richard Davies eine Teemischung dieses Namens in New York City vertrieben haben soll. Die ursprüngliche Quelle ist nicht mehr auffindbar, aber eine Ausgabe des „Daily Alta California“ von 1876 nennt als Quelle “a New York commercial journal” (deutsch: „eine New Yorker Handelszeitung“) und nennt das Jahr 1844 als Entstehungsjahr.
Berichte, die den Ursprung dieser Teemischung in Großbritannien verorten, datieren auf das Jahr 1892, als der Tee in Schottland als „breakfast tea“ bezeichnet wurde. Er wurde populär, nachdem Königin Viktoria den Tee auf Balmoral Castle probiert hatte und einen Vorrat davon nach England mitbrachte. Im Laufe der Zeit erhielt der Tee das Präfix „English“.